# 1972年夏季奥林匹克运动会危地马拉代表团
1972年夏季奥林匹克运动会危地马拉代表团是危地马拉派出的1972年夏季奥林匹克运动会代表团。